# Piotr Morzkowski
Piotr Morzkowski, Piotr Morszkowski, Petrus Morscovius (ur. w latach 70. XVI wieku, zm. po 1646) – działacz reformacyjny, duchowny braci polskich, autor Agendy – dzieła ustanawiającego organizację Kościoła braci polskich.

## Życiorys
Urodził się w zamożnej rodzinie szlacheckiej herbu Ślepowron z Morszkowa (dawniej Morzków). Zdobył wszechstronne wykształcenie. Nie wiadomo, kiedy przyjął wiarę braci polskich, lecz wkrótce zaliczano go do wybitnych działaczy tego ruchu. W 1611, podczas synodu w Rakowie, razem z Walentym Smalcem napisał projekt unii wyznaniowej z mennonitami, jednak propozycja ta została odrzucona w 1613 jako niewykonalna. W 1619 nauczał katechizmu w zborze w Lachowiczach, w 1625 został ordynowany duchownym tego zboru. W 1634 objął stanowisko duchownego w Kisielinie, a w końcu w najważniejszym ośrodku ariańskim w Rakowie, gdzie mianowano go ministrem zboru (był następcą Jonasza Szlichtynga).
Od 1646 na zlecenie zboru w Daszowie zaczął pisać swoje najważniejsze dzieło Agenda (lub Ustrój kościelny), które zostało wydane dopiero w 1745 w Lipsku i Frankfurcie. Dzieło składa się z 3 ksiąg, które opisują demokratyczny ustrój Kościoła oraz podają uzasadnienie takiego ustroju, opartego na przesłaniu Biblii. Dalsze losy Morzkowskiego nie są znane, przypuszczalnie opuścił Raków po 1638, kiedy wygnano stamtąd braci polskich.